# La recogida
La recogida es una telenovela de 1971 producción de Valentín Pimstein para Telesistema Mexicano (hoy Televisa), tuvo como protagonistas adultos a Sylvia Pasquel y Antonio Medellín, como protagonista infantil a María Fernanda Ayensa y contó con las actuaciones antagónicas de Bertha Moss y Jorge Castillo, contó con una historia original y adaptación de Julio Porter.

## Sinopsis
Cuenta la historia de Alejandra, una niña huérfana que es adoptada por una pareja de millonarios, al morir en un terrible accidente vuelve a quedar huérfana y su malvado y ambicioso tío y la amante de este la encierra en un internado donde es maltratada por una perversa institutriz, en el lugar conocerá a una noble y dulce mujer que se encariñará con ella.

## Elenco
- María Fernanda Ayensa - Alejandra
- Carlos Ancira - El tío
- Sylvia Pasquel - Alicia
- Silvia Derbez - Nora Medrano
- Antonio Medellín - Luis Tejeda
- Bertha Moss - Matilde
- Jorge Castillo - Narrador
- Ada Carrasco - Margarita
- Enrique Becker - Álvarez
- Pituka de Foronda - Directora
- Pili Gonzalez - Tina
- Aurora Alcarano - Hilda
- Mario González - Agustín
- Socorro Avelar - Perfecta
- Norma Angélica - Ramona
- Queta Lavat

## Película
- En 1974 se realizó una versión cinematográfica con el mismo nombre "La recogida" con Maria Fernanda Ayensa, Verónica Castro y Fernando Larrañaga.[1]

## Versiones
- En el año 2001 Televisa realiza un remake titulado María Belén, con las actuaciones de Danna Paola, Nora Salinas y René Lavan, esta vez bajo la producción de Mapat.